# ベニー・アダムス

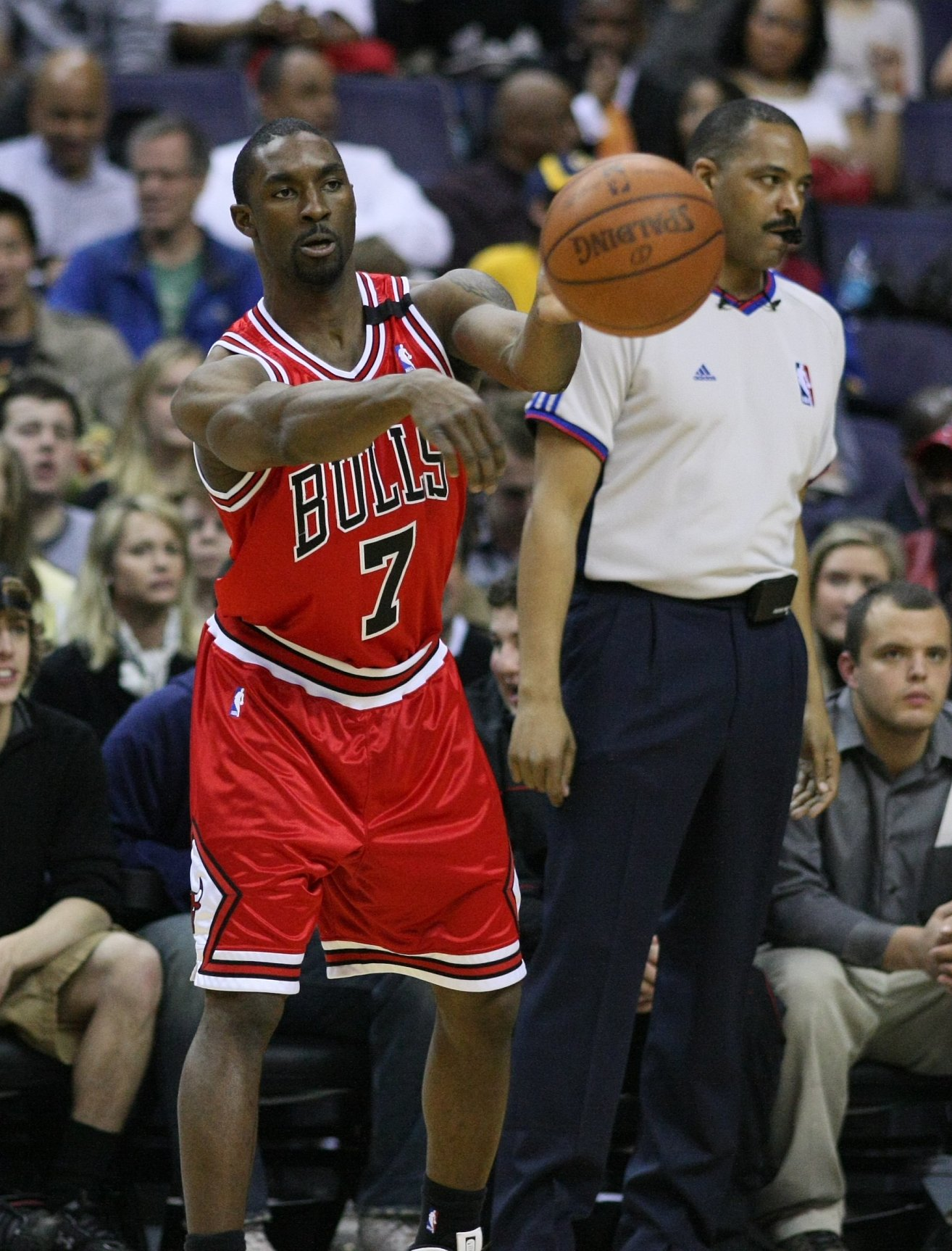
2009年2月27日にシカゴブルズ/ワシントンウィザーズの試合を担当するアダムス（右）。

ベニー・アダムス（Bennie Adams、1967年4月8日 - ）は、ニューオーリンズ出身のNBAのプロバスケットボール審判である。
2011年4月12日のサンアントニオ・スパーズとロサンゼルス・レイカーズのレギュラーシーズンの試合で、アダムズはレイカーズガードのコービー・ブライアントにテクニカルファウルを吹いた。ブライアントはそのコールに不満を抱き、アダムズを蔑称的な言葉で呼び。 翌日、NBAはブライアントに100,000ドルの罰金を科した 。ブライアントは後にこの言葉について謝罪した。